# 鹿屯島
鹿屯島（ろくとんとう、朝鮮語: 녹둔도 / 록둔도、ロシア語: Ноктундо）は朝鮮民主主義人民共和国（北朝鮮）とロシア連邦沿海地方との間を流れる豆満江の三角州にあるかつて島であった土地である。面積32km2。伝統的には朝鮮王朝の領土であったが、近代になってロシア領となった。
15世紀、鹿屯島は李氏朝鮮の領土であった。宣祖20年（1587年）から3年の間、朝鮮の李舜臣将軍の兵がこの土地に駐屯し、赴任2年目には女真族と鹿屯島の戦いを行った。朝鮮の全土が記された金正浩の大東輿地図にも鹿屯島は記されている。
豆満江の北の分流が堆積作用で浅くなるにつれ、河道は時と共に移り変わっていった。その結果鹿屯島は時折沿海地方側の本土と接続することがあったが、それでもなお島は朝鮮側の管轄であり続けた。
1860年の北京条約に基づき、清朝は鹿屯島をロシア帝国へと引き渡した。この行為に対し朝鮮は、清朝にはそれを行う権限がないとして抗議した。
その後も鹿屯島では朝鮮人が農業をして暮らし続けていた。1883年の西北経略使・魚允中の調査報告によると「鹿屯島に住んでいる人々は、すべての朝鮮人であり、他の国の人々は、一人もいない」となっている。また、高宗が金光薰と申先郁を密使として送り調べさせたところ、鹿屯島には113戸・822名の朝鮮人の居住があったという。しかし1937年に、ソビエト連邦当局によって朝鮮人は中央アジアに強制移住させられた。
1990年、ソ連と北朝鮮が川の中央を通る国境線を画定し、鹿屯島の部分はロシア側に残された。これに対し、朝鮮半島の統一を目指す韓国の研究者・メディアはこの条約を承認することなく、ゴルバチョフ大統領訪韓の際にはイ・ヒョンソク教授らが鹿屯島返還の嘆願書を盧泰愚大統領に提出、後にエリツィン大統領へも嘆願書を送った。